# Listă de femei miniștri române
Aceasta este o listă de femei miniștri în România, cuprinzând femeile care au fost membre ale unui guvern începând din 1946.

## Regatul României (1881-1947)
- Florica Bagdasar
  - Ministrul Sănătății, între 1 decembrie 1946 și 30 decembrie 1947.

## Republica Populară România (1947-1965)
- Ana Pauker
  - Ministrul Afacerilor Externe, între 30 decembrie 1947 și 24 noiembrie 1952.
  - Vice-președinte al Consiliului de Miniștri între 16 aprilie 1949 și 24 noiembrie 1952.

- Florica Bagdasar
  - Ministrul Sănătății, între 30 decembrie 1947 și 28 august 1948.

- Constanța Crăciun
  - Ministru al Culturii între 28 octombrie 1953 și 19 martie 1957
  - Președinte al Comitetului de Stat pentru Cultură și Arte, între 9 iunie 1962 și 20 august 1965.

## Republica Socialistă România (1965-1989)
- Suzana Gâdea
  - Ministrul Educației și Învățământului între 16 iunie 1976 și 28 august 1979.
  - Președintele Consiliului Culturii și Educației Socialiste între 28 august 1979 și 22 decembrie 1989.

- Aneta Spornic
  - Ministrul Educației și Învățământului între 28 august 1979 și 28 aprilie 1982.
  - Vice-președinte al Consiliului de miniștri între 29 martie 1985 și 22 decembrie 1989.

- Elena Ceaușescu
  - Prim vice-președinte al Consiliului de Miniștri între 29 martie 1980 și 22 decembrie 1989.

- Alexandrina Găinușe
  - Vice-președinte al Consiliului de Miniștri între 29 martie 1985 si 17 iunie 1986.
  - Ministru al Industriei Ușoare între 5 iunie 1986 și 3 februarie 1987.

- Lina Ciobanu
  - Ministru al Industriei Ușoare între 3 februarie 1987 și 11 septembrie 1987.
  - Vice-președinte al Consiliului de Miniștri între 11 septembrie 1987 și 22 decembrie 1989.

- Paula Prioteasa
  - Ministru al Industriei Alimentare și al Achiziționării Produselor Agricole între 7 martie 1986 și 22 decembrie 1989.

- Ana Mureșan
  - Ministrul Comerțului Interior între 29 martie 1985 și 22 decembrie 1989.

- Maria Bobu
  - Ministrul Justiției între 3 octombrie 1987 și 22 decembrie 1989.

- Maria Flucsă
  - Ministru al Industriei Ușoare între 11 septembrie 1987 și 22 decembrie 1989.

## Din 1989

### Guvernul Văcăroiu
- Daniela Bartoș
  - Ministrul Sănătății între 23 august 1996 și 11 decembrie 1996.

### Guvernul Isărescu
- Smaranda Dobrescu
  - Ministrul Muncii și Protecției Sociale între 22 decembrie 1999 și 28 decembrie 2000.

- Anca Boagiu
  - Ministrul Transporturilor între 27 iunie 2000 și 28 decembrie 2000.

### Guvernul Năstase
- Ecaterina Andronescu
  - Ministrul Educației și Cercetării în perioada 28 decembrie 2000 și 19 iunie 2003.

- Daniela Bartoș
  - Ministru al Sănătății și Familiei în perioada 28 decembrie 2000 și 19 iunie 2003.

- Silvia Ciornei
  - Ministrul Întreprinderilor Mici și Mijlocii și Cooperației între 28 decembrie 2000 și 28 decembrie 2004.

- Elena Dumitru
  - Ministrul Muncii și Solidarității Sociale între 19 iunie 2003 și 14 iulie 2004.

- Speranța Ianculescu
  - Ministrul Protecției Mediului și Apelor, între 11 martie 2004 și 28 decembrie 2004.

- Hildegard Puwak 
  - Ministrul Integrării Europene între 28 decembrie 2000 și 20 octombrie 2003.

- Rodica Stănoiu
  - Ministru al Justiției în perioada 28 decembrie 2000 și 11 martie 2004.

- Adriana Țicău
  - Ministrul Comunicațiilor și Tehnologiei Informației în perioada 14 iulie 2004 și 28 decembrie 2004.

### Guvernul Tăriceanu
- Monica Macovei
  - Ministru al Justiției în perioada 29 decembrie 2004 - 5 aprilie 2007.

- Mona Muscă
  - Ministrul Culturii și Cultelor în perioada 29 decembrie 2004 - 22 august 2005.

- Sulfina Barbu
  - Ministrul Mediului și Apelor, în perioada 29 decembrie 2004 - 5 aprilie 2007.

- Anca Boagiu
  - Ministrul Integrării Europene între 22 august 2005 și 5 aprilie 2007.

- Mariana Câmpeanu
  - Ministrul Culturii între 25 septembrie 2008 și 22 decembrie 2008.

### Guvernele Boc
- Ecaterina Andronescu
  - Ministrul Educației, Cercetării și Inovării în perioada 22 decembrie 2008 și 1 octombrie 2009.

- Elena Udrea
  - Ministrul Turismului între 22 decembrie 2008 și 6 februarie 2012.

- Monica Iacob-Ridzi
  - Ministrul Tineretului și Sportului, între 5 aprilie 2009 și 14 iulie 2009.

- Sorina Plăcintă
  - Ministrul Tineretului și Sportului, în perioada 14 iulie 2009 - 23 decembrie 2009.

- Anca Boagiu
  - Ministrul Transporturilor și Infrastructurii, între 3 septembrie 2010 și 6 februarie 2012.

- Sulfina Barbu
  - Ministrul Muncii, Familiei și Protecției Sociale între 19 septembrie 2011 și 6 februarie 2012.

### Guvernul Ungureanu
- Claudia Boghicevici
  - Ministrul Muncii, Familiei și Protecției Sociale între 9 februarie 2012 și 27 aprilie 2012.

### Guvernele Ponta
- Mariana Câmpeanu
  - Ministrul Muncii, Familiei și Protecției Sociale între 7 mai 2012 și 26 februarie 2014.

- Rovana Plumb
  - Ministrul Mediului și Pădurilor, între 7 mai 2012 și 4 martie 2014.
  - Ministrul Muncii, Familiei, Protecției Sociale și Persoanelor Vârstnice din 4 martie 2014.

- Ecaterina Andronescu
  - Ministrul Educației, Științei, Tineretului și Sportului între 12 iulie 2012 și 21 decembrie 2012.

- Mona Pivniceru
  - Ministrul Justiției, între 23 august 2012 și 23 martie 2013.

- Ramona Mănescu
  - Ministrul Transporturilor între 26 august 2013 și 26 februarie 2014.

- Gabriela Szabó
  - Ministrul Tineretului și Sportului între 4 martie 2014 - 17 noiembrie 2015.

- Ioana Petrescu
  - Ministrul Finanțelor Publice, între 4 martie 2014 și 14 decembrie 2014 - 17 noiembrie 2015.

- Csilla Hegedüs
  - Vice-prim-ministru și Ministru al Culturii între 18 noiembrie 2014 și 14 decembrie 2014.

- Sevil Shhaideh
  - Ministrul Dezvoltării Regionale și Administrației Publice între 20 mai 2015 și 17 noiembrie 2015.

- Grațiela Gavrilescu
  - Ministrul Mediului, Apelor și Pădurilor, în perioada 14 decembrie 2014 - 17 noiembrie 2015.

### Guvernul Cioloș
- Anca Paliu Dragu
  - Ministrul Finanțelor Publice, între 17 decembrie 2015 si 4 ianuarie 2017.
- Raluca Prună
  - Ministru al Justiției în perioada 17 noiembrie 2015 si 4 ianuarie 2017.
- Aura Carmen Răducu
  - Ministrul Fondurilor Europene între 17 noiembrie 2015 - 25 aprilie 2016.
- Claudia Ana Moarcăș
  - Ministrul Muncii, Familiei, Protecției Sociale și Persoanelor Vârstnice în perioada 17 noiembrie 2015 si 4 ianuarie 2017.
- Cristina Pașca Palmer
  - Ministrul Mediului, Apelor și Pădurilor, în perioada 17 noiembrie 2015 si 4 ianuarie 2017.
- Elisabeta Lipă
  - Ministrul Tineretului și Sportului, în perioada 17 decembrie 2015 si 4 ianuarie 2017.
- Victoria-Violeta Alexandru
  - Ministrul responsabil pentru Consultare publică și Dialog social între 17 decembrie 2015 si 4 ianuarie 2017.
- Corina Șuteu
  - Ministrul Culturii, între 5 mai 2016 și 4 ianuarie 2017.

### Guvernele Grindeanu, Tudose și Dăncilă
- Viorica Dăncilă
  - Primul-ministru, începând cu 29 ianuarie 2018.

- Sevil Shhaideh
  - Vice-prim ministru, Ministrul Dezvoltării Regionale, Administrației publice și Fondurilor europene din 4 ianuarie până la 27 octombrie 2017.
- Carmen Dan
  - Ministrul AfacerilorIinterne, începând cu 4 ianuarie 2017.
- Adriana Petcu
  - Ministrul Apelor și Pădurilor, în perioada 4 ianuarie-29 iunie 2017.
- Lia Olguța Vasilescu
  - Ministrul Muncii și Protecției și Justiției Sociale începând cu data de 4 ianuarie 2017.
- Grațiela Gavrilescu
  - Ministrul pentru Relațiile cu Parlamentul de la 4 ianuarie până în 3 aprilie 2017.
  - Ministrul Mediului din 29 iunie 2017.
  - Vice-Prim-ministru, începând cu 29 ianuarie 2018.
- Andreea Păstârnac
  - Ministrul pentru Românii de peste hotare între 4 ianuarie 2017 și 29 ianuarie 2018.
- Mihaela Toader
  - Ministrul delegat pentru Fonduri europene de la 4 ianuarie până în 23 februarie 2017.
- Ana Birchall
  - Ministrul delegat pentru Afaceri Europene, de la 4 ianuarie până în 29 iunie 2017.
  - Vice-Prim-ministru, responsabil de punerea în aplicare a parteneriatelor strategice, începând cu 29 ianuarie 2018.
- Doina Pană
  - Ministrul Apelor și Pădurilor din 29 iunie 2017 la 4 ianuarie 2018.
- Rovana Plumb
  - Ministrul delegat pentru Fonduri europene, în perioada 29 iunie - 27 octombrie 2017.
  - Ministrul delegat pentru Fonduri europene, din 29 ianuarie 2018.
- Sorina Pintea
  - Ministrul Sănătății, începând cu 29 ianuarie 2018.
- Ioana Bran
  - Ministrul Tineretului și Sportului, începând cu 29 ianuarie 2018.
- Natalia-Elena Intotero
  - Ministrul pentru Românii de peste hotare, din 29 ianuarie 2018.

### Guvernele Orban
- Raluca Turcan
  - Vice-prim ministru, din 4 noiembrie 2019 până în 23 decembrie 2020
- Monica Anisie
  - Ministrul Educației și Cercetării, din 4 noiembrie 2019 până în 23 decembrie 2020
- Violeta Alexandru
  - Ministrul Muncii și Protecției Sociale, din 4 noiembrie 2019 până în 23 decembrie 2020

### Guvernul Câțu
- Raluca Turcan
  - Ministrul Muncii și Protecției Sociale, din 23 decembrie 2020 pâna la 25 noiembrie 2021
- Ioana Mihăilă
  - Ministrul Sănătății Publice, din 21 aprilie 2021 până la 7 septembrie 2021

### Guvernul Ciucă
- Gabriela Firea
  - Ministrul Familiei, Tineretului și Egalității de Șanse, 25 noiembrie 2021 pâna la 15 iunie 2023
- Ligia Deca
  - Ministrul Educației, din 3 octombrie 2022 pâna la 15 iunie 2023

## Acces la portofolii
| An   | Numele              | Departamentul            |
| ---- | ------------------- | ------------------------ |
| 1947 | Florica Bagdasar    | Sănătate                 |
| 1947 | Ana Pauker          | Afaceri externe          |
| 1949 | Ana Pauker          | Vice-Prim-ministru       |
| 1953 | Constanța Crăciun   | Cultură                  |
| 1976 | Suzana Gâdea        | Educație                 |
| 1987 | Maria Bobu          | Justiție                 |
| 1999 | Smaranda Dobrescu   | Muncă                    |
| 2000 | Anca Boagiu         | Transport                |
| 2000 | Hildegard Puwak     | Integrare europeană      |
| 2000 | Silvia Ciornei      | Afaceri sociale          |
| 2004 | Speranța Ianculescu | Mediu                    |
| 2004 | Adriana Țicău       | Comunicații              |
| 2008 | Elena Udrea         | Turism                   |
| 2009 | Monica Iacob-Ridzi  | Tineretului și Sportului |
| 2014 | Ioana Petrescu      | Finanțe publice          |
| 2015 | Sevil Shhaideh      | Dezvoltare regională     |
| 2015 | Aura Carmen Răducu  | Fonduri europene         |
| 2017 | Carmen Dan          | Afaceri interne          |
| 2017 | Grațiela Gavrilescu | Relațiile cu Parlamentul |
| 2017 | Andreea Păstârnac   | Românii de peste hotare  |
| 2018 | Viorica Dăncilă     | Prim-ministru            |